# Паренти
Парѐнти (на италиански: Parenti, на местен диалект li Pariènti, ли Париенти) е село и община в Южна Италия, провинция Козенца, регион Калабрия. Разположено е на 798 m надморска височина. Населението на общината е 2237 души (към 2012 г.).